# Skordaliá

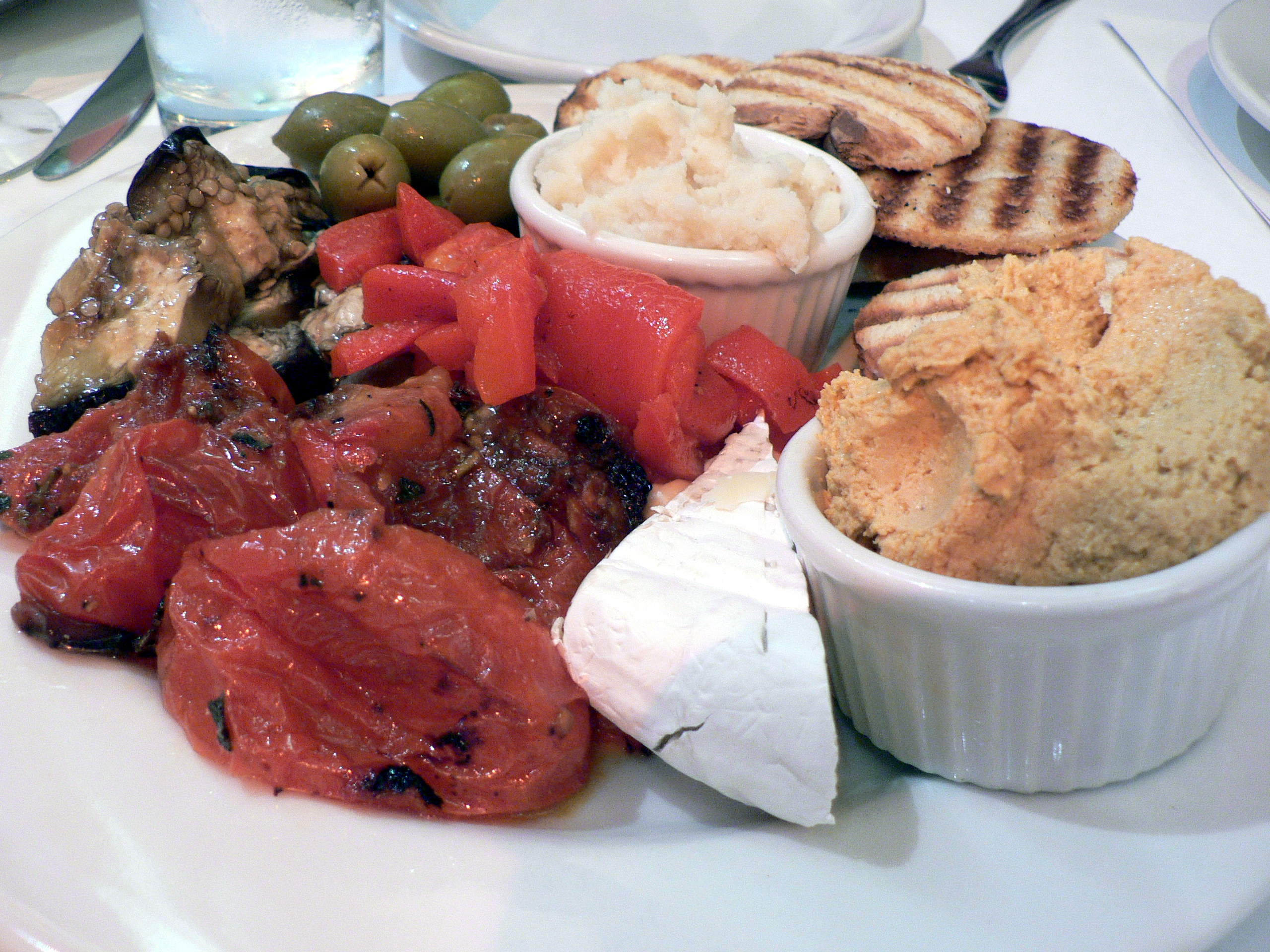
Plat de mezzés avec de la skordalia au centre.

La skordaliá, ou skordhalia/skorthalia (grec moderne : σκορδαλιά, également appelée αλιάδα) est une purée épaisse, une sauce ou un plat à tartiner dans la cuisine grecque. Elle est habituellement servie dans les mezzés.

## Ingrédients
- 6 à 8 gousses d'ail
- 350 g de pommes de terre bouillies (ou 2 tasses (200 g) de mie de pain trempée)
- 1/2 tasse (125 ml) d'huile d'olive
- 2 cuillères à café de vinaigre
- sel
- 1 pincée d'origan
- persil haché (facultatif)
- 200 g de poudre de noix (facultatif)

## Préparation
Faire cuire les pommes de terre. Cuire pendant 10 minutes les gousses d'ail, les éplucher une fois refroidies. Mixer l'ensemble, y ajouter le sel, puis le vinaigre et l'huile d'olive.
Servir à température ambiante ou froide.

## Généralités
Il existe différentes variantes incluant des œufs en tant qu'émulsifiant, en supprimant ou réduisant la plupart des ingrédients, ce qui donne un aïoli provençal ou un allioli catalan. Dans les îles Ioniennes, des œufs de cabillaud (voir poutargue) et du citron sont ajoutés à la place du vinaigre. La skordalia est alors le plat principal.
La skordalia est la version moderne de l'ancienne skorothalmi. Par ailleurs, le nom pourrait être un mot composé, un pléonasme du grec grec moderne : σκόρδο, « ail » et Italien agliata, « ail ».

## Voir également